# Stéphane Faatiarau
Stéphane Faatiarau (Faa'a, 13 marzo 1990) è un calciatore francese nato a Tahiti, difensore del Central Sport.

## Carriera

### Club
Complessivamente dal 2010 al 2012 ha giocato 13 partite nella OFC Champions League.

### Nazionale
Il 17 giugno 2013 ha esordito nella Confederations Cup contro la Nigeria, entrando in campo ad inizio secondo tempo al posto dell'infortunato Nicolas Vallar.